# Buenoa pallens
Buenoa pallens är en insektsart som först beskrevs av Champion 1901.  Buenoa pallens ingår i släktet Buenoa och familjen ryggsimmare. Inga underarter finns listade i Catalogue of Life.